# リスニングテスト (大学入学共通テスト)
大学入学共通テストにおけるリスニングテストは、試験科目の1つである「外国語」のうち英語を選択した場合において実施されるリスニングテストである。共通テストの前身にあたる第17回（2006年）大学入試センター試験から開始され、共通テストへ転換された2025年度現在に至るまで実施されている。

## 概要
2024年度（第4回）現在、「外国語」で英語を選択した受験生には、「英語（リーディング）」に加え、「英語（リスニング）」の受験が必須となる。これは、「高校生は読み書きだけでなく、実用的な英語を身につけてほしい」という大学側の要望がある。センター試験時代に導入されるにあたり、当初は各会場のスピーカーで音声を流す案も検討されたが、設備面の問題や条件を均質にする配慮から、メモリーカードに録音された音声を再生する専用機器であるICプレーヤー（後述）による「個別音源方式」が採用された。ICプレーヤーによるリスニング試験は世界初となる。ただし、特殊なスピーカーを使用すれば、各試験会場の条件を均質化することができる、との意見もある。なお、「外国語」において英語以外の科目（ドイツ語、フランス語、中国語、韓国語）を選択した場合は「筆記」のみとなり、リスニングは課されない。

## 導入までの経緯・試行テスト
当初、大学入試センターは、ICプレーヤーについて「メーカーが出荷前に1台ごとに振動検査を行い、電池も新品を入れているため、途中で動かなくなる事態は考えられない」「プレーヤーは腰の高さから落として動作を確認しており、故障はまずない」との見方を示していた。しかし、教育関係者などは、英語がセンター試験で受験者数がかなり多いことから、50万台以上の機械を使う試験で、1台も故障せず、1人の受験生も操作ミスをしないということがあるだろうかという疑問を呈していた。
2004年9月26日には、リスニング試験の「試行テスト」がセンター試験を利用する大学を会場として行われた（全国503大学・508会場）。受験対象となったのは、導入初年度にあたる2006年に、現役受験生となる当時の高校2年生で、希望者の中から抽選された約4万人が受験した。試行テストは、本番で試験を円滑に行うため、大学側に実施の手順に慣れてもらうことや、ICプレーヤーの性能確認（聞こえや作動具合、ヘッドホンとイヤホンの違い）などが主な目的であった。なお、試行テストの試験結果は受験者には通知されなかった。この試行テストでは、ICプレーヤーによる大きなトラブルは発生せず、「個別音源方式で円滑な試験実施は可能」と大学入試センターは判断した。

## 施行後

### 大学入試センター試験時代
リスニングテストは当初の予定通り、第17回センター試験から実際に導入された。しかし、教育関係者の個別音源方式に対する不安は現実のものとなり、2006年度のリスニング試験では、東京など20都府県の試験会場で、ICプレーヤーの故障などが発生したとされ、再試験が行われるというトラブルが相次いで発生した。約1100人のうち1人にトラブルがあったとされ、三大予備校が実施したリスニング試験の模擬試験に比べるとトラブルの発生率が高かった。リスニング試験が実施された1月21日の夜には、大学入試センターの記者会見で謝罪した。当時の事業部長は、「トラブルの申告をしたすべての受験生に対して、再テストを受験させることに決めていた」「性善説に立っている」と発言したが、その後当時の文部科学大臣が陳謝する事態が生じた。主なトラブルとしては、電源を入れても音声が聞こえない、試験途中で音声が聞こえなくなる、操作をしていないのに音量が変化する、などがあげられる。トラブルの多くは操作方法のミスや勘違いであるため、事前に大学入試センターのホームページで操作を確認できるようにしている。
2007年度は、前年度のトラブルからイヤホンを最初から装着するなどの対策を行ったが、227大学で少なくとも351人から「音声が聞き取りにくい」など、ICプレーヤーの不具合があり、少なくとも381人が再試験を行った。
2008年度も2006年、2007年と同様の形式で実施された。2007年度より人数は減ったものの相変わらずICプレーヤーの不具合を訴える受験生がおり、175人が再試験となった。2009年度には再び増加して253人が再試験対象となり、うち249人が再試験を受けた。

### 大学入学共通テスト時代
大学入学共通テストに転換されることに合わせて、問題文が1度だけ読まれる問題が追加され、配点が50点満点から100点満点に変更された。

## 実施形式
80分のリーディング試験後に行われ、解答時間30分（試験時間枠は受験生がICプレイヤーの準備や動作テストをする時間として30分を加えた60分）・配点は100点となっている。
受験者は解答開始前の30分間で監督官の指示により、ICプレーヤーや付属品をビニール袋から取り出し、操作準備やICプレーヤーの起動や確認音声の再生を行う。
問題開始前や、各大問（第1問など）の合間には「〜ページを開いてください」という音声が流れるが、これはあくまでも試験者に対して、問題が始まる旨を知らせるだものであり、必ずしも従う必要はない。また、次のページに問題が移る場合でも、同じ大問であれば、前述の音声は流れない。問題音声が終了した後に、解答をマークシートにまとめて転記する時間は用意されていないため、各設問ごとにマークする必要がある。ただし、問題音声が終了しても、試験監督者から解答をやめるよう指示があるまで、マークシートへのマークやマークの確認を行うことができる。
第21回（2010年度）以降、ICプレーヤーとメモリーカードは試験実施後に回収され、イヤホンに関しては必ず各自が持ち帰るようになっていたが、第25回（2015年度）以降はイヤホンも試験終了後に回収される。

## 機器不具合等による救済措置・再テスト
大学入試センターは例年試験の「受験上の注意」で受験者に対し、リスニングテストにおいてICプレーヤーのボタンを長く押し続けてもランプが光らない、音声が流れないといった動作不良、問題冊子の落丁・乱丁や印刷不鮮明など解答に支障がある場合は、その場で監督者に申し出て、試験終了後にプレーヤーの不具合を申し出ても、再試験を受けることはできないと説明している。なお、テスト開始後にこのような事態が発生した場合においては監督者とは筆談でやり取りする必要がある。このような場合、受験者は試験終了後に中断した設問から試験を再開する「再開テスト」を受験する。また、大学入試センターは、テスト中に大きな音が発生しても、監督者からの指示がない限り、そのまま回答を続けるよう説明しており、くしゃみや咳などの、周囲の受験者が発する音によってテストに影響が出たとしても、イヤホンで試験が実施されていること、音量はテスト中に自由に調節できることなどを理由に、救済措置は行わない姿勢を示している。

## ICプレーヤー
大学入学共通テストで用いられるICプレーヤーは、ハードウェア的には再生に特化したデジタルオーディオプレーヤーであり、ICレコーダーのように録音機能を備わっていない。ICプレーヤーは年度により細かな形状や操作方法の変化があるものの、各部名称や機能は導入初年度より踏襲され続けている。なお、後述するように各種操作ボタンは施行初回にあたる2006年度を除き、長押しにより動作する設計になっている。

### 各年度共通事項

#### 機器表側
- 電源ボタン - ICプレーヤーを起動する緑色のボタン。
- 電源ランプ - 電源投入状態を示すパイロットランプ。電源ボタンを押すことで点灯し、音声の再生が終了した後に自動的に消灯する。
- 確認ボタン - 音量調節用の確認音声を再生する黄色のボタン。
- 再生ボタン - 問題音声を再生する赤色のボタン。
- 作動中ランプ - 確認音声・問題音声の再生時に点灯するランプ。
- 音量つまみ - ICプレーヤーの音量を調節するつまみ。

#### 機器側面
- 音声メモリー挿入口 - 後述の音声メモリーを装着するスロット。
- イヤホンジャック

#### 付属品

##### 音声メモリー
音声情報が格納された読み取り専用カードであり、新たに情報を書き込むことはできない。また、メモリーの中に入っている試験用の音声も、試験用のICプレーヤーでしか再生できない仕組みになっている。また、ラベルにはData Matrixコードが印字されている。2010年度以降、SDカードが記憶媒体として採用されている。

##### イヤホン
イヤーピースのついていないカナル型イヤホンで、モノラル音声となっている。

#### 製造メーカー
大学入試センターは、機密事項や情報漏洩の防止を理由に、ICプレイヤーの製造元は公表していない。大学入試センターの関連文書では「製造関係業者」とだけ記載されている。

### 機器の仕様・取り扱いの変遷

#### センター試験時代
2006年度
停止後に再度再生をするためには、電池の抜き差しなどの「リセット」が必要であった。電池の残量が不足していても、一時的に作動した。本体の塗装は、前面・後面ともに白色だった。基板は2枚使用されていた。また、この時点の記憶媒体はメモリースティックが採用されていた。
2007年度
問題音声の再生が終了してから5分が経過すれば、電池の抜き差しをしなくても再度電源を入れ、再生することが可能になった。本体の塗装は、前面が白色・後面が緑色だった。全てのボタン操作に2秒程度の長押しを必要とするようになったため、その注意を促すために、本体には「光るまで長く押す」との表示がなされた。電池の残量が不足している場合、ランプが点滅し作動できないようになった。配布の際、ホコリの付着を防ぐために音声メモリーが個別に包装されていた。イヤホンプラグも金メッキされ、既に本体に接続された状態で配布された。使用されている基板は1枚で、前年度よりもサイズが小さくなった。
2008年度
2007年度の音声メモリーを再生することが可能である。ただし、2008年度の音声メモリーを2007年度のICプレイヤーに差し込んでも、ランプが点滅し再生することはできない。本体の塗装は、前面が白色・後面が青色だった。電池蓋に凹みが設けられ、取り外しが簡単に出来るようになった。
2009年度
本体の塗装は、前面が白色・後面が黄色だった。以外は2008年度と同様。
2010年度
本体の塗装は、前面が淡青色、後面が青色で、前面の右下に「2010」の文字が印字されていた。電池蓋と成型面の凹みにかけては白色のシールが貼られ、その上に厚く細長い黒色の滑り止めが接着されていた。また、メモリーカードに用いる記憶媒体がメモリースティックからSDカードに変更された。加えて、この年度より環境保護の観点から、プレイヤー内のIC（集積回路）は2回、メモリーカードは5回使用するため、試験後プレイヤーとメモリーは回収されるようになった。
2011年度
本体の塗装は、前面が白色・後面が黄色で、前面の右下に「2011」の文字が印字されていた。以外は2010年度と同様。
2015年度
確認ボタン・再生ボタンの誤操作を防ぐため、これらのボタンの上にスライドカバーが装着され、音声メモリー挿入口を従来の機器右側から上部へ移動した上で、挿入口に保護カバーが追加された。また、環境対策のため電池を単3アルカリ乾電池から単4アルカリ乾電池へ変更し、イヤホンが回収されるようになった。

## 配慮措置

### 難聴者への配慮
重度な難聴である受験者は、医師の診断書や学校での学習状況報告書などの必要書類を大学入試センターに申請し、センターの専門委員会（医師も参加）で審査を受けたうえで認められると、リスニング試験の免除を受けられる。また、聴覚に障害がある受験者は、「ヘッドホンでの受験（持参・貸与）」「補聴器を外しイヤホンでの受験」「補聴器のコネクタにコードを接続しての受験」などの特別措置を受けることができる。なお、リスニング試験の受験を免除された受験生については、志望大学に通知される成績票で「リスニングを免除した」旨が記載される。この場合、点数の取り扱いについては各大学により異なり、基本的に各大学の募集要項に記載されている通りになる。

### イヤホン不適合措置
当日配られるイヤホンが耳に合わない可能性のある受験者は、大学入試センター公式サイトでダウンロードもしくは郵送による請求により「イヤホン不適合措置申請書」を入手して必要事項を記入し、一定の期間内に共通テストを利用する大学の入試窓口で確認署名をもらい、申請書を志願書の指定の欄に貼り付けて出願することで、リスニングテストの際に通常受験者に貸与される機材に加えてヘッドホンが貸与される。なお、この申請をせず当日イヤホンの形状が合わなかった場合はヘッドホンの貸与は受けられない。

## ICプレーヤー特需
2005年の日本国内でのデジタルオーディオプレーヤーの市場は約250万台となっている。この数字に対して、センター試験では約50万台ものICプレーヤーが使用されているほか、予備校や模擬試験などで使用されるものも含めると、相当な数の市場となることが見込まれている。代々木ゼミナールでは、松下電器産業（現・パナソニック）と模擬試験で使用するICプレーヤーのリース契約を結んでおり、30万台のICプレーヤーを調達した。使用後のICプレーヤーをクリーニングする費用も含め、3年間で20億円に及ぶ。また、駿台予備学校・河合塾・進研ゼミでは、ICプレーヤーの調達費用の負担を軽減させるため、3社共同でソニーからICプレーヤーを調達した。この需要により、ICプレーヤーを製造しているパナソニックとソニーは特需に沸いたという。今後も受験産業での需要が見込めることから、大きな市場に成長することが予想されている。なお、ICプレーヤーに使われているメモリーカードはパナソニックとソニーでそれぞれSDカードとメモリースティックが採用されている。